# Peter Nielsen (Poolbillardspieler)
Peter F. Nielsen (* 10. Juli 1973) ist ein dänischer Poolbillardspieler. Er ist zweifacher Vize-Europameister.

## Karriere
Bei der EM 1995 erreichte Nielsen das Finale im 8-Ball, verlor dieses aber gegen den Deutschen Ralf Souquet. 1998 gewann er die Bronze-Medaille im 9-Ball. Im gleichen Jahr gewann er außerdem auf der Euro-Tour seine ersten Medaillen. Nachdem er bei den Polen Open erst im Finale gegen den Deutschen Thomas Engert verloren hatte, schied er bei den Netherlands Open im Halbfinale aus. Bei der 9-Ball-WM 1998 erreichte Nielsen das Viertelfinale. 1999 erreichte er zum zweiten Mal das EM-Finale im 8-Ball, verlor jedoch erneut gegen Souquet. Im Finale der Portugal Open unterlag er 2000 dem Amerikaner Johnny Archer. Bei der 9-Ball-WM erreichte er erneut den fünften Platz, bei den US Open den 33. Platz. 2001 kam Nielsen bei der WM lediglich auf den 81. Platz, bei den England Open hingegen wurde er Dritter.
Bei der 9-Ball-WM 2002 erreichte Nielsen den 33. Platz, ebenso bei den French Open 2009. Bei der Ultimate 10-Ball Championship 2010 belegte Nielsen den 13. Platz.